# Santa Margherita (Belgioioso)
Santa Margherita è una frazione del comune di Belgioioso posta a sud del centro abitato, verso il Po.

## Storia
Santa Margherita (CC I228), derivato da un'antica località Pissarello non più esistente (e in gran parte confluita nel comune di Spessa), era un comune appartenente al feudo di Belgioioso. Nel XVIII secolo vennero uniti a Santa Margherita i comuni di San Giacomo della Cerreta e di Albaredo (per la parte rimasta a nord del Po). Nel 1863 prese nome di Santa Margherita Po, ma nel 1872 fu soppresso e unito a Belgioioso.

## Società

### Evoluzione demografica
- 200 nel 1751
- 330 nel 1805
- 412 nel 1861[2]